# Мартиросян, Паргев
Архиепископ Паргев Мартиросян (арм. Պարգև արքեպիսկոպոս Մարտիրոսյան; род. 20 марта 1954, Сумгаит, АзССР, СССР) — армянский священнослужитель, предстоятель Арцахской епархии Армянской Апостольской церкви с момента восстановления епархии в 1989 году до 2021 года. Ушёл со своего поста в январе 2021 года и был назначен посланником по особым поручениям Католикосом всех армян Гарегином II.

## Ранняя жизнь и образование
Мартиросян, урождённый Гурген Мартиросян, родился в советском азербайджанском городе Сумгаите в 1954 году в армянской семье из села Чардахлы. Его семья переехала в Ереван в 1966 году. В 1976 году окончил Ереванский государственный университет языков и социальных наук. Позже Мартиросян работал в школе села Ехегнут учителем русского языка, после чего был призван в ряды Советской армии. С 1978 по 1980 год работал в Минпромторге. В 1980 году Мартиросян был принят в духовную семинарию им. Геворкяна в Эчмиадзине. Рукоположён в сан диакона в 1983 году. Закончил семинарию в 1984 году и продолжал обучение в Ленинградской духовной академии до 1986 года.
Каролина Энн Кокс, баронесса Кокс Куинсберийская описала его как «человека значительного интеллекта, материального положения, человечности, а также человека веры».

## Церковная деятельность
В 1985 году он был рукоположён в сан священника и получил имя Паргев. В апреле 1987 года он был назван вардапетом (архимандритом). Преподавал в Геворкянской духовной семинарии. В 1987 году защитил докторскую диссертацию по богословию в Ленинградской духовной академии. В том же году он начал служить в церкви Святой Рипсимэ. В ноябре 1988 года был рукоположён в епископа католикосом Вазгеном I. В марте 1989 года был назначен предстоятелем вновь созданной Арцахской епархии. В 1999 году Гарегин I присвоил ему титул архиепископа.

## Первая карабахская война
Паргев Мартиросян находился в Карабахе на протяжении всей войны с Азербайджаном, которая закончилась в 1994 году. Армянские силы отметили свою первую крупную победу 8-9 мая 1992 года, когда они заняли Шушу, исторический центр региона. Архиепископ Паргев благословил армянских солдат перед началом операции. Утром 9 мая 1992 года архиепископ Паргев с несколькими солдатами-армянами вошёл в собор Газанчецоц в Шуше, где они помолились за павших солдат. Впервые после резни в Шуше в 1920 году в соборе прозвучала молитва. Вскоре после захвата города начались реставрационные работы в Газанчецоце, который азербайджанцы использовали в качестве арсенала.

## Вторая карабахская война
Когда в 2020 году начались боевые действия между Арменией, НКР и Азербайджаном, Мартиросян сделал публичное заявление армянскому народу, призвав к силе и единству перед лицом войны. Во время боевых действий собор Газанчецоц, резиденция епархии Мартиросяна, подвергся обстрелу. Согласно отчёту Human Rights Watch, обстрел был совершён азербайджанскими войсками. Президент Азербайджана Ильхам Алиев заявил, что вопрос обстрела собора требует изучения и не исключил, что удары могли нанести армяне, чтобы затем обвинить в них Азербайджан. Если же это было сделано азербайджанскими военными, то, по словам Алиева, это было ошибкой, так как среди целей Азербайджана нет никаких исторических и религиозных объектов. В течение часа в собор дважды попали ракеты, значительно повредив крышу храма. В результате второго удара были ранены двое российских журналистов. Мартиросян сравнил обстрел с действиями «Исламского государства» и несколько дней спустя провёл молитву в разрушенном соборе.

## Проблемы со здоровьем и уход на пенсию
Мартиросян перенёс сердечный приступ в ноябре 2020 года и был доставлен в США для лечения. Он выздоровел и вернулся в Армению в декабре того же года.
21 января 2021 года было объявлено, что архиепископ Паргев уходит в отставку с поста предстоятеля Арцахской епархии и вместо этого будет исполнять обязанности посланника по особым поручениям католикоса Гарегина II. Его сменил епископ Вртанес Абрамян, ранее занимавший пост духовного лидера Вооружённых сил Армении. Архиепископ Паргев заявил в интервью, что его отставка связана с плохим здоровьем.

## Другая деятельность
Архиепископ Паргев Мартиросян является автором трёх книг и ряда статей и очерков.
Он имеет чёрный пояс с рейтингом I дана по сётокан карате, является почётным президентом Федерации сётокан карате Армении. В 2014 году ему было присвоено звание «Герой Арцаха» — высшее почётное звание Республики Арцах.

## Награды
- «Герой Арцаха», награждён «Золотым орлом».
- Медаль II степени «За заслуги перед Отечеством», РА (2011).
- Медаль «Вачаган Барепашт», НКР.
- Орден «Григорий Просветитель», НКР.
- Памятная медаль Премьер-министра РА.
- Медаль «Благодарность» Министерства обороны РА.
- Медаль «Маршал Баграмян» Министерства обороны РА.
- Медаль «Андраник Озанян» Министерства обороны РА.
- Медаль «Гарегин Нжде» Министерства обороны РА.